# Strukturelement (Chemie)

Blau markierte Strukturelemente in den Strukturformeln von drei Polymeren: Polyethylen (oben), Polypropylen (Mitte) und Polyethylenterephthalat (PET, unten).

Ein Strukturelement (auch Strukturfragment genannt) ist in der Chemie ein charakteristischer Teil der Strukturformel eines größeren Moleküls. 
In einem Polymer wird die kleinste sich ständig wiederholende Gruppierung Strukturelement genannt. Das Strukturelement kann dabei kleiner, gleich groß oder größer sein als ein Grundbaustein.
- Beispiel:
  - in Polyethylen bildet das Monomer Ethen den Grundbaustein für die Gruppierung (–CH2=CH2–) und das Strukturelement ist eine Methylengruppe (–CH2–).
  - in Polypropylen ist das Monomer Propen der Grundbaustein der Gruppierung (–CH2=CH(CH3))– und das Strukturelement ist die zweibindige Gruppierung –CH2=CH(CH3)–.
  - in Polyethylenterephthalat (PET) sind Ethylenglycol und Terephthalsäure die Monomere. Grundbausteine sind die Gruppierungen –O–CH2–CH2–O– und der zweibindige Diacylrest der Terephthalsäure.